# Oleszna Podgórska
Oleszna Podgórska (niem. Krummöls) – wieś w Polsce, położona w województwie dolnośląskim, w powiecie lwóweckim, w gminie Lubomierz.
Oleszna Podgórska to ludna wieś o długości około 2,5 km, leżąca na Pogórzu Izerskim, w Obniżeniu Lubomierskim, na wysokości około 335–355 m n.p.m.
W latach 1975–1998 miejscowość administracyjnie należała do województwa jeleniogórskiego.
We wsi był przystanek kolejowy Oleszna Podgórska.

## Nazwa
Pierwotna nazwa wsi pochodzi od staropolskiej nazwy drzewa liściastego - olchy (staropol. Olszyna, Olsza). Do grupy miejscowości na Śląsku, których nazwy wywodzą się od tego drzewa - "von olsza = Erle (alnus)" zalicza ją Heinrich Adamy w swoim dziele o nazwach miejscowych na Śląsku wydanym w 1888 roku we Wrocławiu. Jako wcześniejszą od niemieckiej wymienia on zlatynizowaną polską nazwę Olzna podając jej znaczenie "Erlendorf" - "Olchowa wieś". Niemcy wprowadzili własną niemiecką nazwę Krummöls.

## Zabytki
Do wojewódzkiego rejestru zabytków wpisany jest:
- kościół ewangelicki, obecnie rzymskokatolicki pw. Przemienienia Pańskiego, z lat 1853-1838. Jednonawowy, murowany, nakryty dachem dwuspadowym[7].
- wieża kościelna, pozostałość kościoła św. Mikołaja, z XVI w.

Inne zabytki:
- neogotycka kapliczka domkowa, pochodząca z XIX/XX wieku[1].